# Free to Decide
Free To Decide — второй сингл третьего альбома To the Faithful Departed ирландской рок-группы The Cranberries, вышедший в 1996 году. Песня достигла незначительного успеха в чартах большинства европейских стран, где она была выпущена, но наибольший успех она увидела в Канаде, заняв второе место в хит-параде RPM Top Singles. В чартах США сингл занял двадцать второе место в Billboard Hot 100 и восьмое место в рок-чарте Modern Rock Tracks. В 2017 году песня была выпущена как акустическая версия в альбоме группы
Something Else.

## Список композиций

### CD-сингл (Великобритания)
1. «Free to Decide» — (4.25)
2. «Salvation» (Live At Milton Keynes Bowl) — (2:23)
3. «Bosnia» — (5:37)

### CD-сингл (Испания)
1. «Free to Decide» — (4.25)
2. «Cordell» — (3:41)
3. «The Picture I View» — (2:29)

### CD-сингл (Европа)
1. «Free to Decide» — (4:25)
2. «Salvation» (концертное исполнение) — (2:22)
3. «Sunday» (концертное исполнение) (3:13)
4. «Dreaming My Dreams» (концертное исполнение) (4:34)

## Чарты
| Чарт (1996)                                       | Высшая позиция |
| ------------------------------------------------- | -------------- |
| Австралия (ARIA)                                  | 43             |
| Канада (RPM Top Singles)                          | 2              |
| Канада (RPM Adult Contemporary)                   | 31             |
| Канада (RPM Rock/Alternative)                     | 2              |
| Чехия (IFPI CR)                                   | 9              |
| Франция (SNEP)                                    | 43             |
| Германия (GfK)                                    | 94             |
| Исландия (Íslenski Listinn Topp 40)               | 5              |
| Ирландия (IRMA)                                   | 28             |
| Новая Зеландия (Recorded Music NZ)                | 19             |
| Польша (LP3)                                      | 22             |
| Шотландия (OCC Scotland)                          | 39             |
| Швеция (Sverigetopplistan)                        | 40             |
| Великобритания (OCC UK Singles)                   | 33             |
| США (Billboard Hot 100) · with "When You're Gone" | 22             |
| США (Billboard Adult Alternative Songs)           | 6              |
| США (Billboard Adult Pop Airplay)                 | 23             |
| США (Billboard Alternative Airplay)               | 8              |
| США (Billboard Pop Airplay)                       | 16             |

| Чарт (1996)                         | Позиция |
| ----------------------------------- | ------- |
| Канада (Top Singles, RPM)           | 29      |
| Канада (Rock/Alternative, RPM)      | 36      |
| Исландия (Íslenski Listinn Topp 40) | 70      |